# 彼得罗巴甫洛夫卡农村居民点 (奥斯特罗戈日斯克区)
彼得罗巴甫洛夫卡农村居民点（俄语：Петропавловское сельское поселение）是俄罗斯联邦沃罗涅日州奥斯特罗戈日斯克区所属的一个农村居民点。其下辖有2个居民点，行政中心为彼得罗巴甫洛夫卡。据2016年统计，该农村居民点的人口为665人。